# Acción por la República
Acción por la República (Aktion for Republikken) er et konservativt politisk parti i Argentina.
Det blev grundlagt i 1998 af Domingo Cavallo som en forkæmper for neoliberale ideologier. Ved det argentinske valg i 1999 blev partiet landets tredjestørste, og da Cavallo gik med i regeringen i 2001, blev mange af partiets medlemmer en del af finansministeriet.
Efter økonomiens kolaps i 2001 led partiet stor nød og mange medlemmer udtrådte og meldte sig ind i andre partier som Recrear para el Crecimiento og Partido Justicialista eller dannede deres egne lokale småpartier.
| Politisk parti | Spire Denne artikel om et politisk parti eller gruppe er en spire som bør udbygges. Du er velkommen til at hjælpe Wikipedia ved at udvide den. |